# Inmigración asiática en Ecuador
Los primeros asiáticos que llegaron al Ecuador lo hicieron alrededor de la década de 1870. Se afincaron en la cálida región litoral, donde se dedicaron a la agricultura, al comercio y a las artesanías para subsistir.

## Historia
La inmigración de ciudadanos chinos hacia Ecuador se hizo evidente desde el año 1840, cuando los primeros inmigrantes llegaron al país, ubicándose especialmente en las zonas costeras de Ecuador. Sin embargo, en el año 1889 el presidente Antonio Flores Jijón les prohibió el ingreso al país; sus motivos fueron los negocios altamente exitosos de estos dentro del territorio nacional (Ecuador) con Estados Unidos, además de la xenofobia hacia los asiáticos. 
El sociólogo del presidente, Jorge Aguirre, sostiene que el motivo de la inmigración se debe a la superpoblación que existe en China. «La gente en China, en su gran mayoría es de escasos recursos, busca otras fronteras para desarrollarse y así poder obtener una mejor calidad de vida», sostiene Aguirre.[cita requerida]
La población china que reside actualmente en el país supera casi en 30 veces la que se había registrado en el año 2007. Según la Dirección de Migración de la Policía, en el año 2007 ingresaron 339 chinos, pero para junio del año 2008 la cifra se elevó a 9921 como consecuencia del decreto del gobierno del presidente Rafael Correa, por el que Ecuador se convirtió en el primer país de Sudamérica en eliminar el requerimiento de visa de corta duración (transeúntes) para el ingreso de todos los extranjeros al país para estancias de hasta 90 días... 
Tanto es así que para noviembre del año 2008 ingresaron en Ecuador 10.638 chinos y solo salieron 3941. Ante este hecho, el gobierno de China y el gobierno de Ecuador acordaron medidas para el control de ingreso al país. La principal resolución fue un pasaporte con vigencia de seis meses y la compra de paquetes turísticos por parte de los ciudadanos chinos.
La Asociación Internacional de Transporte Aéreo (IATA) reveló a fines del 2015 que pese a la desaceleración económica, China seguirá siendo el mercado con más demanda de pasajeros aéreos en términos absolutos. Prevé que tendrá 1.190 millones de pasajeros en 2034 y se han convertido en los turistas que más gastan en los lugares que visitan. 
Mucha población de China migró hacia Ecuador por lo cual la población ecuatoriana fue creciendo más y más.
En los últimos años se ha producido una llegada masiva de chinos atraídos por la dolarización ecuatoriana.

## Impacto de la cultura Asiática en Ecuador
En la mayoría de las ciudades del Ecuador se ha hecho presente la comunidad Asiática y ha desplazado al comercio ecuatoriano, ha generado fuentes de trabajo en el país mediante los negocios, las tradiciones, el idioma y la cultura ayudaron a enriquecer nuestra gastronomía,variedad de identidad y costumbres.
Uno de los beneficios de la inmigración es el mestizaje que se suele producir entre dos culturas totalmente diferentes que en un momento dado se encuentran, dando como resultado productos totalmente novedosos que logran captar la esencia de estos dos países. Dicho beneficio se ha dado en Ecuador en el caso de los inmigrantes Asiáticos, cuya cifra está creciendo de una forma apresurada cada mes. Según el experto Robert Evan Ellis, el encuentro entre la cultura Asiática y ecuatoriana ha tenido pocos roces debido a que los inmigrantes de Asia han procurado mantener un perfil bajo, tratando de acoplarse de la mejor manera posible, manteniendo una relación, en lo posible, pacífica con los ecuatorianos. A pesar de eso, poco a poco esta población asiática ha ido tomando fuerza en Ecuador, pese a todas las dificultades que se le ha presentado. 